# Staafkerk van Garmo
De staafkerk van Garmo (Noors Garmo stavkyrkje) is een staafkerk gelegen in het openluchtmuseum Maihaugen in Lillehammer, Noorwegen.

## Beschrijving
De staafkerk van Garmo kwam oorspronkelijk uit Garmo in Lom in de provincie Oppland. Ze werd gebouwd rond 1150 op de plaats van een eerdere kerk waarvan men vermoedt dat ze in 1021 door een Vikinghoofdman werd gebouwd. De inventaris van de kerk bestaat uit 17e- en 18e-eeuwse objecten met een preekstoel uit het Romsdal, een dal in de provincie Møre og Romsdal. In 1730 werd de staafkerk uitgebreid tot een kruiskerk in hout.
Nadat de nieuwe parochiekerk werd gebouwd in 1879, werd de staafkerk gesloopt en de materialen verkocht op een veiling. In 1882 werd de kerk verkocht aan Anders Sandvig, die de delen naar Lillehammer bracht. De staafkerk werd opnieuw gebouwd in het openluchtmuseum Maihaugen in 1920-1921 Mede door de populariteit van het openluchtmuseum behoort deze staafkerk tot de meest bezochte staafkerken in Noorwegen.
De kerk is een beschermd monument met volgnummer 84231.
De kerk was een filmlocatie voor de film De weduwe van de dominee.